# Montferrand-du-Périgord
Montferrand-du-Périgord é uma comuna francesa na região administrativa da Nova Aquitânia, no departamento Dordonha. Estende-se por uma área de 13,13 km². Em 2010 a comuna tinha 161 habitantes (densidade: 12,3 hab./km²).